# Sally's Cove
Sally's Cove es un pueblo canadiense situado en la provincia de Terranova y Labrador.

## Superficie
Sally's Cove tiene una superficie de 4,61 km².

## Demografía
En 2021, tenía 15 habitantes, una densidad poblacional de 3,3 hab./km², y 29 viviendas.